# 쿠닌칸하우타

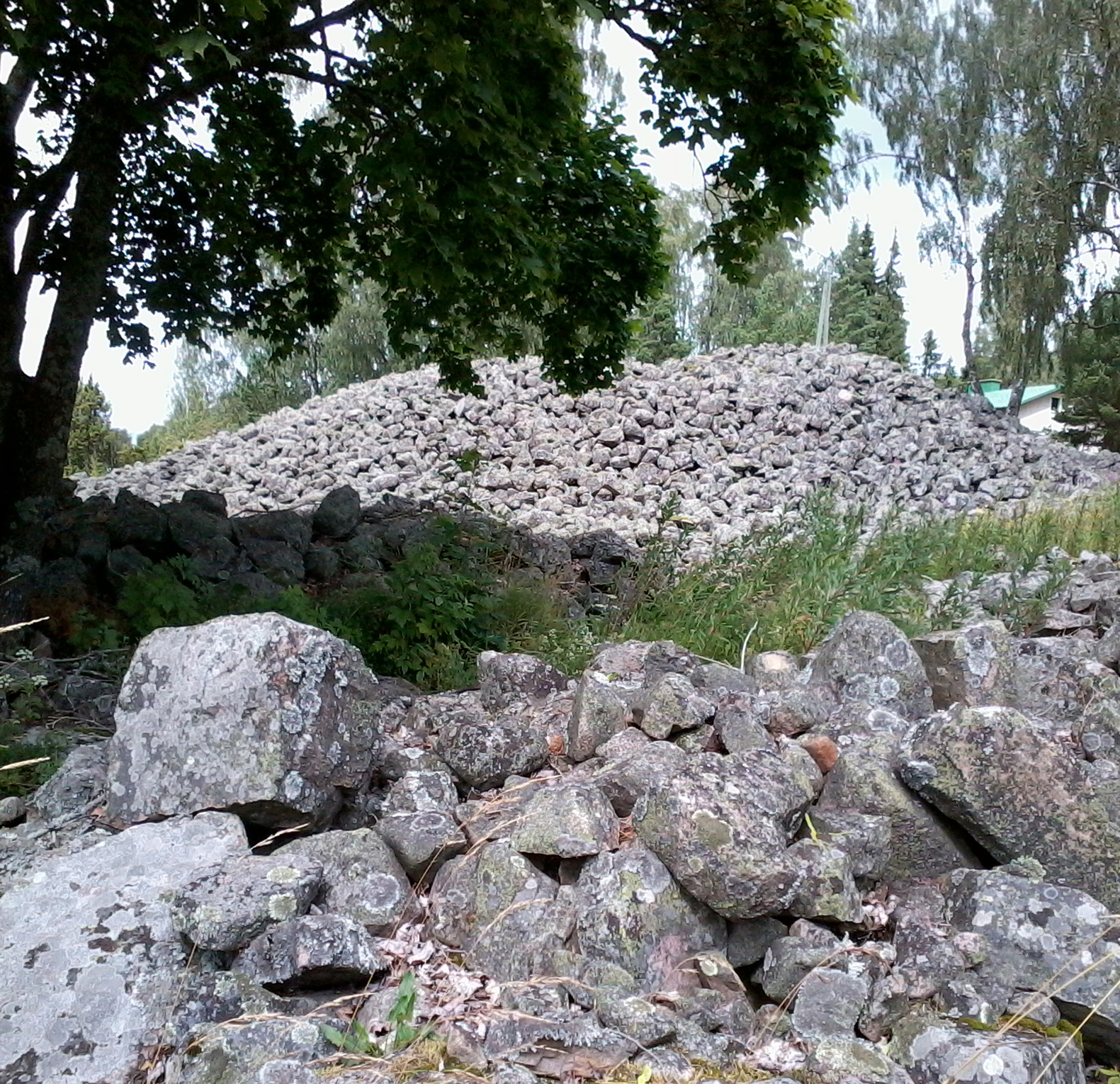

쿠닌칸하우타(핀란드어: Kuninkaanhauta)는 핀란드 에우라에 소재한 청동기시대의 돌무지무덤이다. 기원전 1500년경에서 기원전 1300년경 사이에 건설되었다. 크기 36 × 30 미터에 높이 4미터의, 핀란드 최대의 적석총이다. "쿠닌칸하우타"란 "왕의 무덤", "왕릉"이라는 뜻이다. 전설에 따르면 어느 왕 또는 족장의 무덤이라고 하는데, 실제로 열어서 확인해본 적은 없다.
지금은 내륙에 위치해 있지만, 이 적석총이 건설된 청동기시대 당시에는 여기가 해안선 근처였다. 현재의 핀란드 해안선은 빙하기 후 융기로 인해 형성된 것이고, 원시시대의 해안선은 현재에 비해 동쪽으로 20 킬로미터 후퇴해 있었다.
9 킬로미터 떨어진 곳에 유네스코 세계문화유산인 삼말라흐덴매키 청동기시대 고분군이 있다. 하지만 쿠닌칸하우타는 세계유산이 아니다.